# (114991) Balázs
(114991) Balázs, désignation internationale (114991) Balazs, est un astéroïde de la ceinture principale.

## Description
(114991) Balazs est un astéroïde de la ceinture principale. Il fut découvert le 26 août 2003 à Piszkesteto par Krisztián Sárneczky et Brigitta Sipőcz. Il présente une orbite caractérisée par un demi-grand axe de 2,78 UA, une excentricité de 0,07 et une inclinaison de 4,3° par rapport à l'écliptique.
Il est nommé d'après Lajos G. Balázs.

## Compléments